# Анг, Даррелл
Даррелл Анг (англ. Darrell Ang; род. 22 ноября 1979, Сингапур) — сингапурский дирижёр.
С четырёх лет учился играть на скрипке и фортепиано, затем также на фаготе; среди его наставников был старейший сингапурский композитор Лэн Юньпинь. Затем продолжил образование в Вене, Праге и наконец у Леонида Корчмара в Санкт-Петербургской консерватории, которую окончил с отличием. В годы учёбы в консерватории был одним из дирижёров Санкт-Петербургского камерного оркестра. В дальнейшем совершенствовал своё мастерство под руководством Йормы Панулы, Колина Дэвиса и Лорина Маазеля. В 2007 г. на Безансонском конкурсе молодых дирижёров завоевал Гран-при и приз зрительских симпатий.
В 2007—2013 гг. занимал созданный специально для него пост «молодого помощника дирижёра» в Сингапурском симфоническом оркестре. Одновременно возглавлял Сингапурский национальный молодёжный оркестр, во главе которого в 2012 году совершил мировое турне, завершившееся концертом в берлинском Концертхаусе. В 2010 году дирижировал на церемонии открытия Юношеских Олимпийских игр в Сингапуре. В том же году дебютировал в Большом театре Бордо с «Волшебной флейтой» В. А. Моцарта, в следующем году впервые выступил с лондонским Оркестром «Филармония» и Филармоническим оркестром Радио Франции. В 2011—2015 гг. музыкальный руководитель Симфонического оркестра Бретани. С 2016 г. руководит Сычуаньским филармоническим оркестром в Китае.